# J. T. Walsh
J. T. Walsh, all'anagrafe James Thomas Patrick Walsh (San Francisco, 28 settembre 1943 – La Mesa, 27 febbraio 1998), è stato un attore statunitense.
È apparso in molti film, in particolare Good Morning, Vietnam (1987), Fuoco assassino (1991), Codice d'onore (1992), Hoffa - Santo o mafioso? (1992), Gli intrighi del potere - Nixon (1995), Lama tagliente (1996), Breakdown - La trappola (1997) e Pleasantville (1998).

## Biografia
Walsh nasce a San Francisco, in California. Fratello di Christopher, Patricia e Mary. Vive nella Germania Ovest con la famiglia dal 1948 al 1962 prima di tornare negli Stati Uniti. Dopo aver studiato alla scuola gesuita in Irlanda Clongowes Wood College, dal 1955 fino al 1961, frequenta l'Università di Tubinga, Walsh infatti parlava fluentemente il tedesco, e poi l'Università di Rhode Island, dove recita in molte produzioni teatrali universitarie. 
Nel 1974, viene scoperto da un regista teatrale e comincia a lavorare a spettacoli Off-Broadway. Dopo il college, Walsh lavora per breve tempo come volontario della AmeriCorps VISTA a Newport (Rhode Island), prima di dimettersi per proseguire la carriera da attore, che intraprende nel 1982 e che porterà avanti fino alla sua morte. Il 27 febbraio 1998, Walsh muore di infarto a 54 anni.

## Filmografia

### Cinema
- La fuga di Eddie Macon (Eddie Macon's Run), regia di Jeff Kanew (1983)
- Scelte difficili, regia di Rick King (1984)
- Power - Potere (Power), regia di Sidney Lumet (1986)
- Hannah e le sue sorelle (Hannah and Her Sisters), regia di Woody Allen (1986)
- Tin Men - 2 imbroglioni con signora (Tin Men), regia di Barry Levinson (1987)
- Good Morning, Vietnam, regia di Barry Levinson (1987)
- Tequila Connection (Tequila Sunrise), regia di Robert Towne (1988)
- Le cose cambiano (Things Change), regia di David Mamet (1988)
- Il grande regista (The Big Picture), regia di Christopher Guest (1989)
- Dad - Papà (Dad), regia di Gary David Goldberg (1989)
- Perché proprio a me? (Why Me?), regia di Gene Quintano (1990)
- Pubblifollia - A New York qualcuno impazzisce (Crazy People), regia di Tony Bill (1990)
- Misery non deve morire (Misery), regia di Rob Reiner (1990) – non accreditato
- Rischiose abitudini (The Grifters), regia di Stephen Frears (1990)
- La casa Russia (The Russia House), regia di Fred Schepisi (1990)
- Rischio totale (Narrow Margin), regia di Peter Hyams (1990)
- Fuoco assassino (Backdraft), regia di Ron Howard (1991)
- Senza difesa (Defenseless), regia di Martin Campbell (1991)
- Hoffa - Santo o mafioso? (Hoffa), regia di Danny DeVito (1992)
- Codice d'onore (A Few Good Men), regia di Rob Reiner (1992)
- Red Rock West, regia di John Dahl (1992)
- One Shot One Kill - A colpo sicuro (Sniper), regia di Luis Llosa (1993)
- Palle in canna (Loaded Weapon 1), regia di Gene Quintano (1993)
- Cose preziose (Needful Things), regia di Fraser Clarke Heston (1993)
- Blue Chips - Basta vincere (Blue Chips), regia di William Friedkin (1994)
- L'ultima seduzione (The Last Seduction), regia di John Dahl (1994)
- Il cliente (The Client), regia di Joel Schumacher (1994)
- Rosso d'autunno (Silent Fall), regia di Bruce Beresford (1994)
- Miracolo nella 34ª strada (Miracle on 34th Street), regia di Les Mayfield (1994)
- Virus letale (Outbreak), regia di Wolfgang Petersen (1995)
- Gli intrighi del potere - Nixon (Nixon), regia di Oliver Stone (1995)
- Decisione critica (Executive Decision), regia di Stuart Baird (1996)
- Lama tagliente (Sling Blade), regia di Billy Bob Thornton (1996)
- Breakdown - La trappola (Breakdown), regia di Jonathan Mostow (1997)
- Il negoziatore (The Negotiator), regia di F. Gary Gray (1998) - postumo
- Pleasantville, regia di Gary Ross (1998) - postumo

### Televisione
- Un giustiziere a New York (The Equalizer) – serie TV, 2 episodi (1985-1987)
- L.A. Law - Avvocati a Los Angeles (L.A. Law) – serie TV, 1 episodio (1989)
- Lois & Clark - Le nuove avventure di Superman (Lois & Clark: The New Adventures of Superman) – serie TV, episodio 2x06 (1994)
- X-Files (The X-Files) – serie TV, episodio 3x05 (1995)
- Dark Skies - Oscure presenze (Dark Skies) – serie TV, 19 episodi (1996-1997)

## Doppiatori italiani
Nelle versioni in italiano delle opere in cui ha recitato, J. T. Walsh è stato doppiato da:
- Franco Zucca in Blue Chips - Basta vincere, Dark Skies - Oscure presenze, Pleasantville
- Cesare Barbetti in Codice d'onore, Il cliente
- Pietro Biondi in Miracolo nella 34ª strada, Decisione critica
- Luciano De Ambrosis ne Gli intrighi del potere - Nixon, Il negoziatore
- Massimo Corvo in Tequila Connection, Rosso d'autunno
- Sandro Iovino in Power - Potere
- Nino Prester ne Il grande regista
- Mario Cordova in Dad - Papà
- Sergio Rossi in Perché proprio a me?
- Rodolfo Bianchi in Pubblifollia - A New York qualcuno impazzisce
- Romano Malaspina in Senza difesa
- Dario Penne in Good Morning, Vietnam
- Paolo Poiret in Tin Men - 2 imbroglioni con signora
- Alessandro Rossi in La casa Russia
- Gianni Giuliano in Rischio totale
- Renato Cortesi in  Rischiose abitudini
- Sergio Di Stefano in Fuoco assassino
- Carlo Sabatini in Hoffa - santo o mafioso?
- Marcello Tusco in One Shot One Kill - A colpo sicuro
- Romano Ghini in Palle in canna
- Teo Bellia in La casa dei giochi
- Ennio Coltorti in Red Rock West
- Paolo Buglioni in Cose preziose
- Angelo Nicotra in Stregato da una stella
- Maurizio Trombini in L'ultima seduzione
- Sergio Di Giulio in X-Files
- Adalberto Maria Merli in Lama tagliente
- Bruno Alessandro in Breakdown - La trappola
- Antonio Sanna in Rischio totale (ridoppiaggio)